# Rio Guarita
O Rio Guarita é um rio brasileiro do estado do  Rio Grande do Sul. É um afluente do rio Uruguai, o qual vai à Bacia Platina e, daí, por sequência, ao Oceano Atlântico.
O nome guarita é um termo da língua portuguesa que significa "guarda", "vigia".
Entre muitos municípios que estão nas suas margens, podemos citar Palmitinho, Vista Gaúcha, Pinheirinho do Vale, Barra do Guarita, Redentora, Erval Seco, Dois Irmãos das Missões, Coronel Bicaco e suas nascentes localizam em Palmeira das Missões. 
Foi às margens do rio Guarita que o professor Julio Ugarte y Ugarte, sob convênio com o governador do estado do Rio Grande do Sul Walter Só Jobim, realizou a Colonização Guarita, um projeto de colonização para onde se deslocaram um total de 602 pessoas.